# Battaglia della Selle
La battaglia della Selle ebbe luogo dal 17 al 25 ottobre 1918, durante la prima guerra mondiale. Essa fu preceduta da un "inseguimento", noto appunto con il nome di "inseguimento verso la Selle", durante il quale le truppe inglesi cercarono di raggiungere le truppe tedesche, che stavano ripiegando dopo essere stati battuti nella seconda battaglia di Cambrai.
Gli Inglesi ebbero bisogno di quasi due settimane per prepararsi ad attaccare la nuova linea difensiva creata dai soldati tedeschi lungo la Selle dopo essere stati costretti a ritirarsi dalla Linea Hindenburg, poiché le ultime due battaglie erano state piuttosto costose in termini di vite umane per la B.E.F., che contò ben 140 000 perdite.

## L'inseguimento
L'inseguimento iniziò con un'avanzata del Canadian Corps con il supporto della New Zealand Division, della First Army e della Third Army, entrambe unità britanniche. Il quarto giorno dell'inseguimento, dopo la seconda battaglia di Cambrai, gli Alleati avanzarono quasi di due miglia e liberarono le città francesi di Naves e Thun-St-Martin. Nonostante la cattura di Cambrai fosse stata archiviata molto più velocemente di quanto si fosse previsto e con perdite moderatamente basse, la resistenza tedesca nel nord-est della città si irrigidì, rallentando l'avanzata e costringendo il Canadian Corps a scavare delle trincee. Il 15 ottobre l'esercito belga catturò i villaggi di Izegem e di Cortemarck, mentre il 17 ottobre iniziò la battaglia della Selle.

## La battaglia
Il 17 ottobre la Fourth Army del generale Henry Rawlinson attaccò le posizioni tedesche 16 km a sud di Le Cateau. Il suo scopo era quelli di raggiungere una linea che era situata tra Valenciennes e il canale che collegava l'Oise alla Sambre. Da quei punti i centri ferroviari tedeschi sarebbero stati a portata di tiro dell'artiglieria. L'attacco della Fourth Army fece progressi molto lentamente: dopo due giorni di combattimenti l'ala destra, che aveva compiuto l'avanzata più grande, aveva percorso solo cinque chilometri. L'attacco fu poi fermato.
Il 18 ottobre, la 1st e la 4th Canadian Division avanzarono più di 13 km, conquistando circa venti villaggi. Verso la sera del 19 ottobre la First Army, al comando del generale Henry Horne, terminò i combattimenti per assestarsi in una posizione da cui poteva prendere parte a un eventuale attacco a nord di Le Cateau. La mattina presto del 20 ottobre la First e la Third Army inglese attaccarono a nord di Le Cateau e al termine della giornata erano avanzati di poco più di tre chilometri.
Alle prime luci del 23 ottobre il generale Haig lanciò un attacco notturno con la First, la Second e la Fourth Army. A questo punto gli Inglesi avanzarono di quasi dieci chilometri in due giorni. Il 24 ottobre l'esercito tedesco contrattaccò nei pressi del Canal de la Dérivation, ma fu respinto dall'esercito belga e costretto a ritirarsi. Gli Inglesi erano ora 32 chilometri oltre la Linea Hindenburg e i Tedeschi si stavano ritirando. Il 25 ottobre, la battaglia della Selle terminò ed il giorno successivo, il 26 ottobre, il generale Erich Ludendorff, capo di Stato Maggiore dell'Esercito tedesco, rassegnò le sue dimissioni, sotto la pressione del Kaiser Guglielmo II.
I Tedeschi formarono una nuova linea tra Valenciennes e la Sambre, ma questa linea fu penetrata il 4 novembre, durante la battaglia della Sambre, dopodiché la velocità dell'avanzata Alleata crebbe ancor di più. L'avanzata inglese compiuta tra il 4 e l'11 novembre fu molto maggiore di quella che erano riusciti a fare tra il 27 settembre e il 3 novembre.